# Американская оккупация Никарагуа
Американская оккупация Никарагуа — проявление американской политики «большой дубинки», часть военных конфликтов, известных под названием Банановые войны. 
Изначально была направлена на то, чтобы помешать какой-либо другой стране, кроме Соединенных Штатов, участвовать в строительстве никарагуанского канала. В 1916 году Никарагуа получило статус квази-протектората по договору Брайана — Чаморро. Третья оккупация 1926 года была связана с вмешательством США в очередную гражданскую войну в Никарагуа. Оккупация закончилась, когда Аугусто Сандино победил в партизанской войне против американских войск. Начавшаяся великая депрессия сделала войну слишком дорогой для США, поэтому в 1933 году был отдан приказ о выводе войск из Никарагуа.

## Первая оккупации
В 1909 году либеральный президент Никарагуа Хосе Селайя столкнулся с восстанием, поднятым консервативным губернатором восточного муниципалитета Блуфилдс Хуаном Хосе Эстрадой.
Хотя восстание Эстрады и не имело успеха, оно получило поддержку со стороны Соединённых Штатов после того как войсками Селайи были взяты в плен и казнены два американских наёмника. До этого военное присутствие США было ограничено одним боевым кораблём, патрулирующим берега Блуфилдса с целью защиты жизни и интересов американских граждан в этом регионе.
27 мая 1910 года майор корпуса морской пехоты США Смедли Батлер высадился в Никарагуа во главе 250 морских пехотинцев, а государственный секретарь США Филандер Нокс осудил Хосе Селайю и поддержал Эстраду.
Селайя поддался политическому давлению со стороны США и бежал из страны, назначив преемником Хосе Мадриса. Мадрису пришлось столкнуться с мятежниками, которые активизировали действия и вынудили его уйти в отставку. В августе 1910 Эстрада стал президентом и получил официальное признание со стороны США.
Администрация Эстрады позволила президенту США Тафту и госсекретарю США Ноксу применить политику долларовой дипломатии (англ. Dollar Diplomacy), целью которой был подрыв европейской финансовой мощи в регионе. Эта политика позволяла американским банкам давать деньги в долг правительству Никарагуа, что обеспечивало контроль Америки над финансовыми ресурсами страны. Это политика продолжилась и при следующем президенте Никарагуа, Адольфо Диасе.

## Вторая оккупации
Связи Диаса с США привели к падению его популярности в Никарагуа. Эти настроения проникли и в среду военных Никарагуа, распространившись и на военного министра Луиса Мену (англ. Luis Mena). Мена сумел заручиться поддержкой Национального Собрания, обвинив Диаса в том, что он «продал государство банкирам из Нью-Йорка», в это же время недовольство политикой Диаса переросло в восстание.
Диас попросил помощи у правительства США. Нокс призвал Тафта к военному вмешательству, убеждая того, что угроза никарагуанской железной дороге, проходящей от Коринто до Гранады, вредит интересам США.
Летом 1912 года 100 морских пехотинцев США прибыли в Никарагуа на борту USS Annapolis (PG-10). Затем вернулся из Панамы Смедли Батлер вместе с 350 морскими пехотинцами. Руководство американскими войсками было поручено адмиралу Уильяму Сазерленду, к которому позднее присоединился полковник Джозеф Генри Пендлтон (англ. Joseph Henry Pendleton) вместе с ещё 750-ю морскими пехотинцами. Их основной целью было обеспечение безопасности железнодорожной ветки, проходящей от Коринту до Манагуа. Группе из 100 морских пехотинцев под командованием Батлера удалось захватить участок железной дороги в районе Леона. Позже им пришлось столкнуться с ожесточенным сопротивлением со стороны войск генерала Бенхамина Селедона и местного населения. В конце концов, людям Батлера удалось взять под контроль всю железнодорожную линию до Манагуа. 22 сентября Мена сдался и покинул страну. Генерал Селедон, с другой стороны, отказался сложить оружие, сохранив контроль над фортом на холме Койотепе и районом Ла-Барранка. Вначале американцы разбили повстанческие силы Селедона в Койотепе, а затем в городе Масая. Как только власть вернулась в руки Диаса, Соединенные Штаты вывели свои войска из Никарагуа, оставив только 100 морских пехотинцев для защиты дипломатической миссии США. Американское присутствие в Никарагуа позволило сохранить мир в течение следующих 15 лет, предоставив Соединенным Штатам влияние на политику и экономику страны.

## Гражданская война (1926 — 1927) и третья оккупация
США оказали значительную военную помощь проамериканскому правительству Диаса в борьбе с повстанцами.
17 февраля 1925 года госдепартамент США передал правительству Никарагуа детальный план создания Национальной гвардии, которая должна была «действовать в качестве военной полиции» и «заменить национальную полицию, армию и флот». В мае 1925 года план был принят конгрессом Никарагуа, а 10 июня 1925 года майор США Кальвин Картрен приступил к обучению первых подразделений национальных гвардейцев. 19 мая 1926 года состоялось их «боевое крещение» — в бою при Раме они разгромили отряд сторонников либеральной партии.
25 октября 1925 года Эмилиано Чаморро поднял мятеж. Американцы посоветовали президенту Солорсано договориться с Чаморро. Эмилиано Чаморро назначили главнокомандующим вооруженными силами Никарагуа, его родственникам вернули должности, из конгресса выгнали 18 депутатов-либералов, которых заменили представителями клана Чаморро. 14 марта 1926 Чаморро совершил военный переворот и занял пост президента. 
Затем генерал Хосе Мария Монкада поднял восстание в порту Блуфилдс. 7 мая 1926 года американцы в третий раз высадили в Никарагуа морскую пехоту. Восстание Монкады было подавлено, он бежал в Мексику. 6 августа 1926 года восстание против Чаморро начал генерал Луис Бельтран Сандоваль, но американцы разбили и его. Через 10 дней генерал Монкада с отрядом «армии Никарагуа в изгнании» высадился на атлантическом побережье страны и после ожесточенных боев занял город Пуэрто-Кабесас. Началась гражданская война.

## Партизанская война Сандино
В мае 1926 года, узнав о восстании против Чаморро, в Никарагуа из Мексики вернулся Аугусто Сесар Сандино, который устроился на работу на принадлежащие американской фирме золотые прииски Сан-Альбино (на границе с Гондурасом). 19 октября 1926 года рабочие приисков во главе с Сандино начали восстание и создали в горах департамента Нуэва-Сеговия партизанскую базу. 
США посоветовали Чаморро вступить с повстанцами в переговоры, которые состоялись на борту американского крейсера «Денвер». После них Чаморро подал в отставку, а чрезвычайная сессия конгресса избрала Адольфо Диаса президентом. Но в разных районах страны начались вооруженные выступления против Диаса, и его противники провозгласили президентом Хуана Баутисту Сакасу, а временной столицей — Пуэрто-Кабесас. Правительственные войска и американская морская пехота не могли справиться с повстанцами. Тогда американцы начали переговоры с генералом Монкадой (которого Сакаса назначил министром обороны в своем правительстве), блокировали Пуэрто-Кабесас с моря и высадили десант в порту Коринто на тихоокеанском побережье Никарагуа. В январе 1927 года в Никарагуа было направлено 3900 американских пехотинцев, 865 морских пехотинцев и 215 офицеров; побережье блокировали 16 американских военных кораблей.
После успешных боёв с американской морской пехотой имя Сандино стало популярным среди повстанцев. В апреле 1927 года Сандино стал сотрудничать с Монкадой, который произвёл его в генералы.
Переговоры с Монкадой вёл личный друг бывшего президента США Теодора Рузвельта полковник Генри Стимсон. Монкада получил  обещание, что американцы сделают его следующим после Диаса президентом Никарагуа, в правительство Диаса ввели 6 человек Монкады. 12 мая 1927 года силы Монкады капитулировали. Но Сандино отказался сложить оружие. У него было 100 человек (и только 60 винтовок), еще 100 человек, с которыми он мог легко связаться, были сосредоточены в городе Эстели. Остальные его сторонники оказались отрезаны от него частями Монкады, Диаса и американской морской пехотой.
Против Сандино были посланы 400 американских морских пехотинцев и 200 никарагуанских национальных гвардейцев. Экспедицией руководил капитан морской пехоты США Хатфилд. Он со своим отрядом прибыл в город Окоталь и потребовал от Сандино сдаться. 16 июля 1927 года отряд Сандино осадил американцев и национальных гвардейцев в Окотале. После этого американская авиация бомбила город. 300 мирных жителей было убито и еще 100 человек было ранено. В боях при Сан-Фернандо (25 июля) и при Санта-Кларе (27 июля) попытки морских пехотинцев убить или схватить Сандино провалились. В ноябре 1927 года американской авиации удалось обнаружить Эль-Чипоте, отдаленный горный штаб Сандино к востоку от шахты Сан-Альбино. Но когда морские пехотинцы добрались до него, они обнаружили его заброшенным и охраняемым соломенными манекенами. Сандино и его партизаны давно его покинули.
В сентябре 1927 года Сандино объявил о создании «Армии защитников национальной независимости Никарагуа». Сандино разделил свои силы на колонны численностью от 50 до нескольких сот бойцов. У каждой из них был свой оперативный район. В январе 1928 года морские пехотинцы США обнаружили военную базу Сандино в Килали, и, хотя они попали в засаду на своем подходе, американским и никарагуанским войскам без труда удалось разгромить 400 повстанцев под руководством Франсиско Эстрады. Достигнув гор Нуэва-Сеговия, Сандино тайно переправил в Мехико сообщение, в котором говорилось: "Я не откажусь от сопротивления до тех пор, пока... пираты-захватчики... убийцы слабых народов... не будут изгнаны из моей страны". 
В апреле 1928 года сандинисты уничтожили оборудование золотых приисков Бонанза и Ла-Луз, двух крупнейших рудников в стране, оба принадлежали американцам. Хотя многочисленные патрули ограничили передвижение сил Сандино и обеспечили слабый контроль над главной рекой северной Никарагуа Коко, морским пехотинцам не удалось ни найти Сандино, ни добиться решающей победы. В декабре 1928 года морские пехотинцы нашли мать Сандино и убедили ее написать письмо с просьбой сдаться. Сандино объявил, что продолжит сражаться до тех пор, пока морские пехотинцы не покинут Никарагуа. Конгресс США не разделял амбиций Кулиджа по захвату Сандино и отказался финансировать операцию по его захвату. 
В начале октября 1932 года колонна сандинистов под командованием Умансора начала наступление на Манагуа и захватила город Сан-Франсиско-дель-Каринсеро вблизи столицы. 26 декабря 1932 года никарагуанско-американские силы разбили отряд сандинистов в бою у Эль-Сауса, однако к декабрю 1932 года сандинисты контролировали уже свыше половины территории страны.
В самих США всё больше людей протестовало против войны в Никарагуа. Всеамериканская антиимпериалистическая лига пикетировала Белый дом, требуя вывести войска из Никарагуа. 
С конца 1932 года американцы стали готовиться к выводу войск из Никарагуа. Президентом страны был избран Хуан Сакаса. 2 января 1933 года американская морская пехота покинула Никарагуа.